# Lynette Bell
Lynette Bell (Nueva Gales del Sur, Australia, 24 de enero de 1947) es una nadadora australiana retirada especializada en pruebas de estilo libre, donde consiguió ser subcampeona olímpica en 1964 en los 4 x 100 metros estilo libre.

## Carrera deportiva
En los Juegos Olímpicos de Tokio 1964 ganó la medalla de plata en los relevos de 4 x 100 metros estilo libre, con un tiempo 4:06.9 segundos, tras Estados Unidos (oro) y por delante de Países Bajos (bronce); sus compañeras de equipo fueron las nadadoras: Robyn Thorn, Janice Murphy y Dawn Fraser.